# Durán (Équateur)
Pour les articles homonymes, voir Duran.
Durán est une ville d'Équateur située dans la province de Guayas. C'est la cinquième ville du pays au regard de la population. Elle comptait 212 924 habitants au dernier recensement de 2005. La population de la ville augmente fortement depuis vingt ans. La ville comptait en effet 82 359 habitants en 1990 et 174 531 en 2001. C'est une ville-dortoir de l'agglomération de Guayaquil, qui se trouve de l'autre côté du Río Guayas.